# هر دقیقه یک احمق به دنیا می‌آید
«هر دقیقه یک احمق به دنیا می‌آید» عبارتی است که به فینیاس تیلور بارنوم، یک شومن آمریکایی در اواسط قرن نوزدهم منتسب است، اگرچه هیچ مدرکی وجود ندارد که او واقعاً این عبارت را گفته باشد. این عبارت در ابتدا در میان قماربازان و فریبکاران استفاده می‌شد.

## انتساب به بارنوم
آرتور اچ ساکسون، زندگی‌نامه‌نویس بارنوم، سعی کرد زمانی را که بارنوم این عبارت را به زبان آورده بود، ردیابی کند، اما نتوانست آن را تأیید کند. به گفته ساکسون، «هیچ گزارش معاصری در مورد آن وجود ندارد، یا حتی هیچ پیشنهادی مبنی بر اینکه کلمه «احمق» در زمان او به معنای تحقیرآمیز استفاده می‌شد، وجود ندارد. بارنوم آن گونه نبود که حامیانش را تحقیر کند.» 

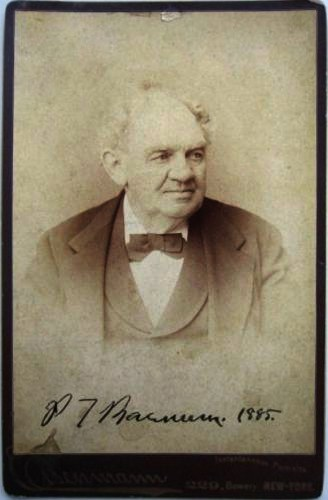
عکس پی‌تی بارنوم توسط چارلز آیزنمن

برخی منابع ادعا می‌کنند که این عبارت به احتمال زیاد از فریبکار معروف جوزف ("جو یقه کاغذی") بسیمر است،  و منابع دیگر می‌گویند که در واقع توسط دیوید هانوم با اشاره به نقش بارنوم در حقه غول کاردیف بیان شده است. هانوم غول «اصلی» را به نمایش می‌گذاشت و از بارنوم به دلیل نمایش یک نسخه و ادعای اصلی بودن آن شکایت کرد. شکایتی که البته موفق نبود. مردم دسته دسته  برای دیدن نمایش بارنوم پول پرداخت می‌کردند، حتی پس از اینکه تقلبی بودن هر دوی آنها ثابت شد. یک رقیب سیرک بارنوم، آدام فوروپا ، در یک مصاحبه روزنامه در تلاش برای بی اعتبار کردن او، این نقل قول را به بارنوم نسبت داد. 
منبع دیگری، مایکل کاسیوس مک‌دونالد ، مالک سالنِ شیکاگو در اواخر دهه ۱۸۶۰ را به‌عنوان مبتکر این سخن گفت. طبق کتاب Gem of the Prairie: Chicago Underworld (1940) نوشته هربرت آسبری ، مک دونالد در حال تجهیز قمارخانه خود معروف به فروشگاه بود که شریک زندگی او نسبت به تعداد زیاد چرخ رولت و میزهای فارو که در حال نصب بودند و توانایی آنها برای جذب مشتری نگرانی کرد. ظاهراً مک‌دونالد می‌گوید: "نگران نباش، هر دقیقه یک احمق به دنیا می‌آید." 

## تاریخچه
در ابتدا این عبارت در میان قماربازان رواج داشت. 
در رمان چهل و دومین موازی اثر جان دوس پاسوس، این نقل قول به مارک تواین نسبت داده شده است.

## لینک های خارجی
- گفتاوردهای مربوط به فینیاس تیلور بارنوم در ویکی‌گفتاورد